# Jean-Louis Lahaye
Jean-Louis Lahaye (Theux, 11 januari 1970) is een presentator van de RTBF, de Belgische Franstalige openbare omroep.
Hij presenteert sinds jaar en dag op VivaCité, een Franstalige radiozender, samen met Maureen Louys. Bij het grote publiek is Lahaye vooral bekend omwille van zijn jaarlijkse verslaggeving over het Eurovisiesongfestival. Sedert 2007 becommentarieert hij onafgebroken het festival, eerst met Jean-Pierre Hautier en sedert 2013 met Maureen Louys. Daarnaast was hij ook twee keer presentator van de Belgische preselectie voor het Junior Eurovisiesongfestival.